# Triodia epactia
Triodia epactia är en gräsart som beskrevs av Surrey Wilfrid Laurance Jacobs. Triodia epactia ingår i släktet Triodia och familjen gräs. Inga underarter finns listade i Catalogue of Life.